# Activity!
Activity! är Christer Sandelins fjärde studioalbum som soloartist, utgivet 1994. Albumet utgavs på CD och kassettband.

## Låtlista
1. Kitsch Will Make You Happy – 3:58
2. Spirits – 3:52
3. It's Alright By Me – 4:08
4. My Girl – 4:07
5. Fresh – 4:13
6. Love Is A Killer – 4:05
7. Pain – 4:18
8. My World – 4:24
9. If You Were Here – 3:58
10. I Do It For You, Part 1 – 3:35, Part 2 – 2:37